# Nervieux
Nervieux ist eine französische Gemeinde mit 1.036 Einwohnern (Stand: 1. Januar 2022) im Département Loire in der Region Auvergne-Rhône-Alpes. Sie gehört zum Arrondissement Montbrison und zum Kanton Feurs.

## Geografie
Nervieux liegt in der historischen Provinz Forez an der Loire. Umgeben wird Nervieux von den Nachbargemeinden Saint-Georges-de-Baroille im Norden, Balbigny im Osten, Mizérieux im Süden und Südosten, Sainte-Foy-Saint-Sulpice im Westen und Südwesten sowie Pommiers im Westen und Nordwesten.
Im Gemeindegebiet liegt das Autobahndreieck der Autoroute A72 mit der Autoroute A89.

## Bevölkerungsentwicklung
| Jahr                       | 1962 | 1968 | 1975 | 1982 | 1990 | 1999 | 2006 | 2017 |
| -------------------------- | ---- | ---- | ---- | ---- | ---- | ---- | ---- | ---- |
| Einwohner                  | 708  | 754  | 718  | 706  | 791  | 785  | 876  | 993  |
| Quellen: Cassini und INSEE |      |      |      |      |      |      |      |      |

## Sehenswürdigkeiten

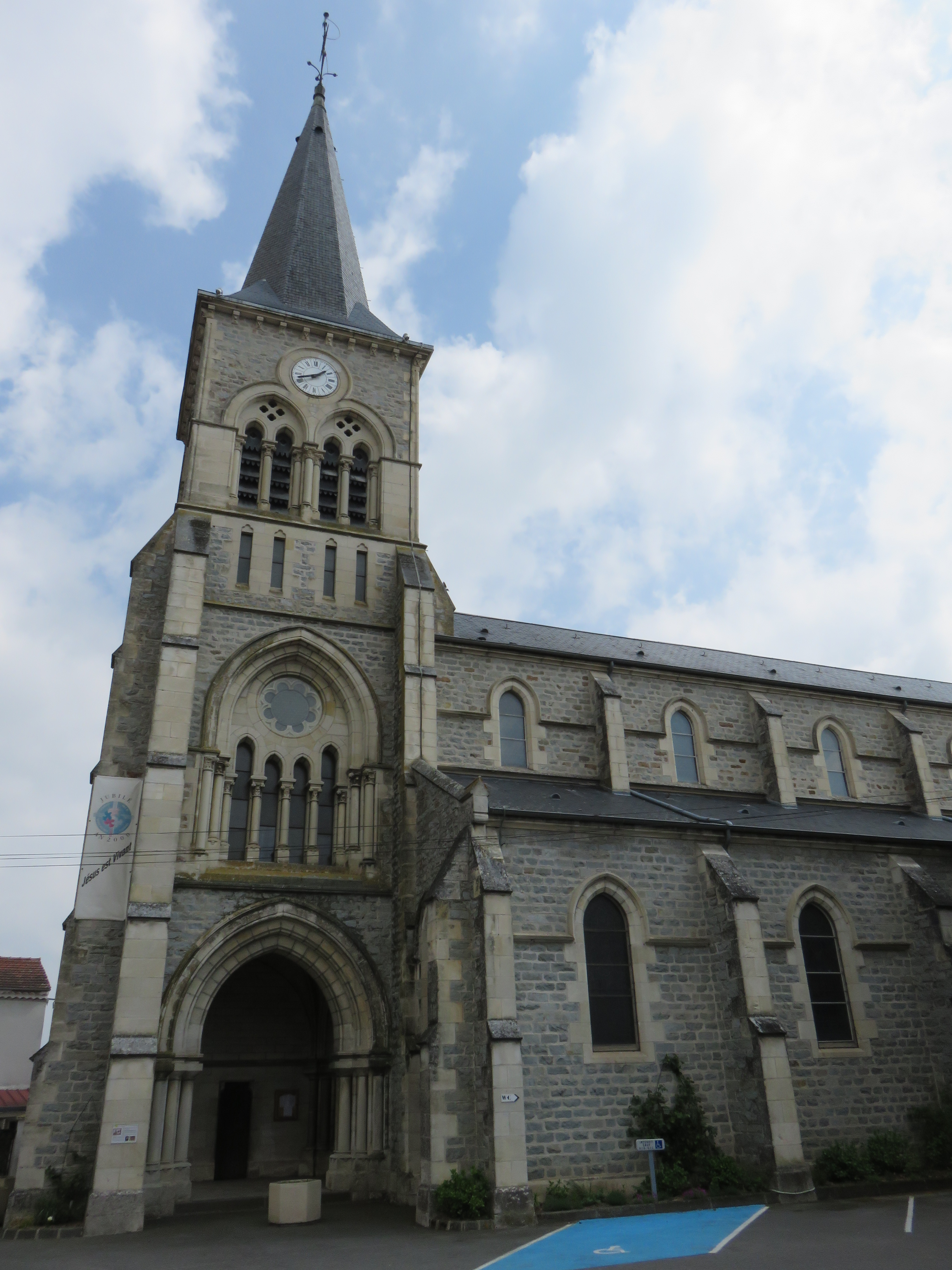
Kirche Saint-Martin

- Kirche Saint-Martin
- Kapelle in Grénieux
- Schloss Sugny
- Schloss La Salle

## Gemeindepartnerschaft
Mit der rumänischen Gemeinde General Berthelot (Unter-Wolfsdorf) in Siebenbürgen besteht seit 2003 eine Partnerschaft.